# Meliá Hotels International
Meliá Hotels International S.A. (hasta 2011 Sol Meliá) es una empresa hotelera española con sede en la ciudad de Palma de Mallorca (Islas Baleares). La cadena Sol fue fundada en 1956 por Gabriel Escarrer Julià, mientras que la cadena Meliá fue fundada por Jose Meliá Sinisterra. Gabriel Escarrer Jaume ocupa el cargo de vicepresidente y consejero delegado.
En 2010, contaba con una cuota aproximada de 23 millones de visitantes y una plantilla de más de 42 000 empleados. En 2010 obtuvo un beneficio neto de 50,1 millones de euros.
Cuenta con un departamento internacional de compras asociado a empresas líderes que garantizan el aprovisionamiento al conjunto de establecimientos del grupo independientemente de su ubicación. La sede de este departamento se encuentra en Palma de Mallorca y desde ella, se firman todos los acuerdos, evitando así que los establecimientos de ultramar tengan que buscar sus respectivos proveedores.
Ha sido pionera en implantar sistemas de gestión modernos y con visión de futuro. En 2009, firmó un acuerdo con la aerolínea Copa Airlines, considerada como la más importante de Centroamérica, México y el Caribe con el objetivo de acometer campañas de marketing conjuntas en sus respectivos mercados y aunar esfuerzos entre los equipos comerciales en vista de poder ofrecer promociones especiales.
Es líder mundial en complejos hoteleros, y líder en los mercados de Sudamérica y el Caribe. Actualmente, cuenta con más de 370 hoteles abiertos o en proceso de apertura en más de 41 países, que se comercializan bajo las marcas Gran Meliá Hotels & Resorts, Paradisus Resorts, ME by Meliá, Meliá Hotels & Resorts, Innside by Meliá, Sol Hotels & Resorts y TRYP by Wyndham.

## Historia
En 1956, a la edad de 21 años, Gabriel Escarrer Julià  abrió en régimen de alquiler el Hotel Altair, su primer establecimiento hotelero en Mallorca. Durante el boom de los años 60 fue alquilando y comprando más hoteles para crear su propia cadena.
Años después, en 1984, adquirió 32 establecimientos pertenecientes a la firma Hotasa, comenzando así su camino a convertirse en el primer grupo hotelero español. Comenzó su expansión hacia el exterior en 1985 con la apertura del Hotel Bali Sol en la isla de Bali en Indonesia. Dos años después, compró la cadena hotelera Meliá, fundada por José Meliá Sinisterra, en 1955 cuando inaugura su primer hotel en Mallorca; añadiendo 22 establecimientos más al grupo y renombrando la empresa como Grupo Sol Meliá.
Comenzó su expansión en el exterior de la península ibérica entre 1985 y 1995, para salir al mercado de la bolsa un año después, suponiendo un aumento de sus recursos financieros mediante el establecimiento de alianzas y participaciones con tour operadores, así como la adopción de sistemas de distribución globales y portales en internet.
En el año 2000, adquirió la cadena Tryp Hoteles, entrando así en la lista de las diez primeras empresas hoteleras del mundo por número de habitaciones, aunque acabó vendiendo la marca a Wyndham Worldwide en 2010.

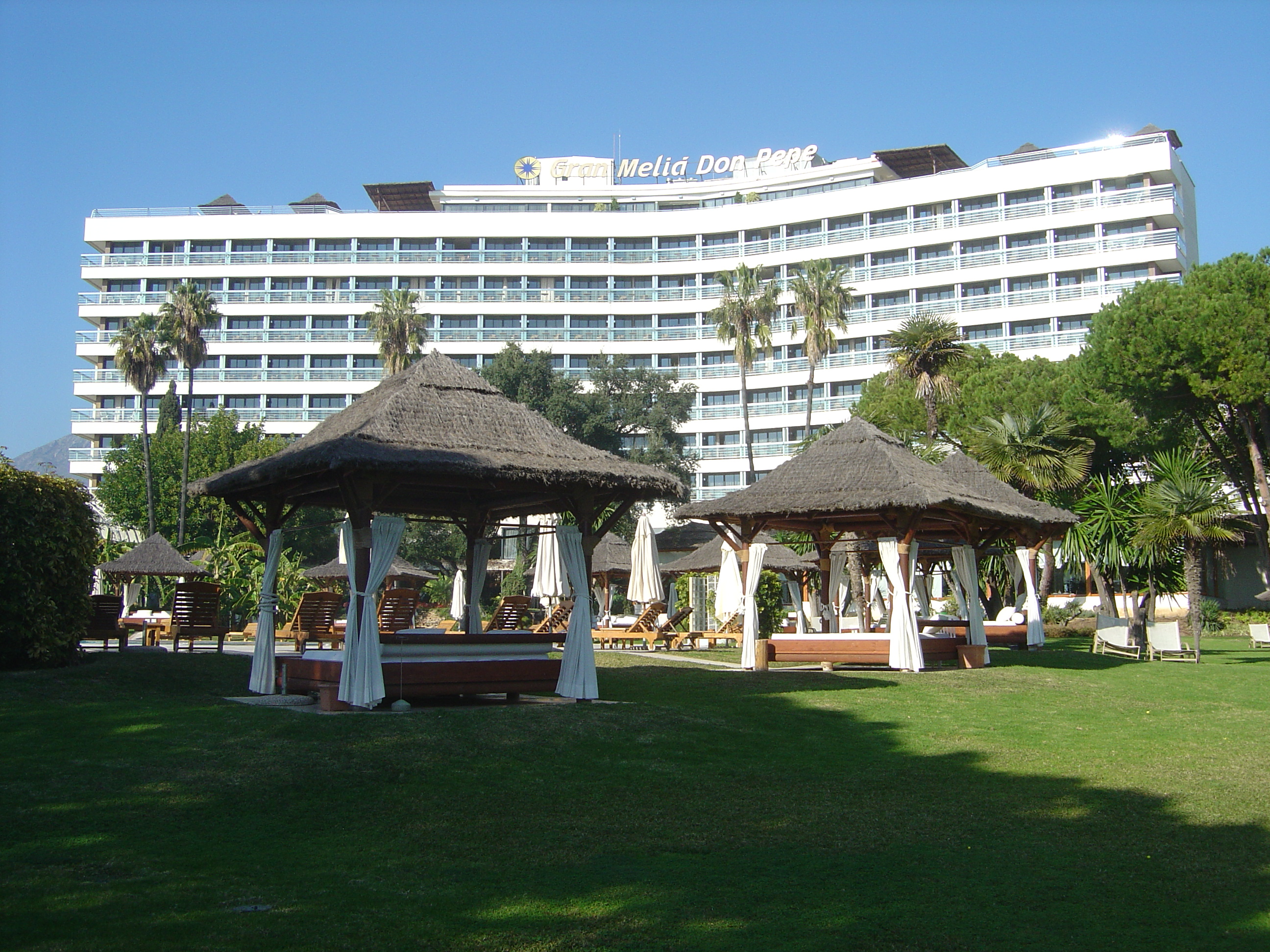
Meliá Don Pepe en Marbella.

En el 2002, se posicionó como la primera cadena hotelera de España y en el 2008, era la tercera de Europa y la número 12 en el mundo, reportando en ese mismo año unos beneficios netos de 51,2 millones de euros.
En 2011, la compañía renueva su marca corporativa y se convierte en Meliá Hotels International.
En 2022 contó con 320 hoteles operativos.

## Críticas
Hoteles Sol Meliá recibió fuertes críticas por acoger una cena en homenaje al dictador Francisco Franco. Este homenaje se mantuvo a pesar de la campaña de firmas en contra, la cual obtuvo más de 62 000. La dirección del hotel se negó a reunirse con la representante del Foro por la Memoria de la Comunidad de Madrid.